# Боднар Роман Миколайович (політик)
Роман Миколайович Боднар (нар. 1 лютого 1974, с. Самгородок, Козятинський район, Вінницька область) — український політик, голова Черкаської обласної державної адміністрації з 4 листопада 2019 по 28 серпня 2020 року.

## Життєпис
З вересня 1991 по липень 1996 року — студент Одеського сільськогосподарського інституту (спеціальність «Механізація сільського господарства»). Здобув фах інженера-механіка.
У листопаді — грудні 1996 року — учень електромонтера із поточного ремонту лінійних споруд МТЗ, СТЗ, Р/Ф міста Сокиряни Сокирнянського районного вузла електрозв'язку «Сокирняни райтелеком» Чернівецької області.
У лютому — травні 1997 року — стажер, консультант організаційного відділу секретаріату Сокирнянської районної держадміністрації Чернівецької області.
З травня 1997 по травень 1998 року — строкова служба у Збройних Силах України.
У травні — серпні 1998 року — консультант по зв'язках з радами Сокирнянської районної держадміністрації Чернівецької області.
У серпні 1998 — березні 2006 року — служба в Службі безпеки України (СБУ) на офіцерських посадах.
У березні — серпні 2006 року — начальник служби економічної безпеки ТОВ виробничо-комерційного товариства «АРГО» Чернівецької області.
У серпні 2006 — червні 2007 року — в. о. директора, директор Хотинського заводу металевого упакування ТОВ виробничо-комерційного товариства «АРГО» Чернівецької області.
У серпні 2007 — червні 2014 року — директор Товариства з обмеженою відповідальністю "Науково-виробниче підприємство «Промтехпроект» м. Чернівці Чернівецької області.
З червня 2014 по листопад 2019 року працював у Головному управлінні Служби безпеки в Донецькій і Луганській областях.
Учасник бойових дій.
З 4 листопада 2019 по 28 серпня 2020 року — голова Черкаської обласної державної адміністрації.